# Typhlops schmutzi
Typhlops schmutzi là một loài rắn trong họ Typhlopidae. Loài này được Auffenberg mô tả khoa học đầu tiên năm 1980.